# Синан Рамович
Синан Рамович (босн. Sinan Ramović, нар. 13 жовтня 1992, Горажде, Боснія і Герцеговина) — боснійський футболіст, півзахисник сараєвського «Желєзнічара».

## Життєпис
Вихованець клубу «Радник» (Хаджичі), у молодіжній команді якого виступав до 2010 року. Потім повернувся до рідного міста Горажде, де до 2012 року виступав в однойменному клубі. Потім захищав кольори ГОШК (Габели). У 2013 році підсилив «Вележ» (Мостар), а з 2014 року знову виступав у рідному ФК «Горажде». У 2015 році перейшов до клубу «Младост» (Добой).
В 2017 році став гравцем одного з грандів боснійського футболу, сараєвського «Желєзнічара». Дебютував у футболці столичного клубу 24 липня 2017 року в переможному (3:1) домашньому поєдинку 1-го туру боснійської Прем'єр-ліги проти свого колишнього клубу, ГОШК (Габела). Синан вийшов на поле в стартовому складі, де його на 67-й хвилині замінив Анель Шабанаджович. Дебютним голом у складі «залізничників» відзначився 17 вересня 2017 року на 37-й хвилині переможного (4:1) домашнього поєдинку 8-го туру боснійської Прем'єр-ліги проти «Крупи». Рамович вийшов на поле в стартовому складі, а на 68-й хвилині його замінив Денис Жерич.

## Досягнення
«Желєзнічар»
- Кубок Боснії і Герцеговини
  -  Володар (1): 2017/18